# Niedersächsischer Staatspreis

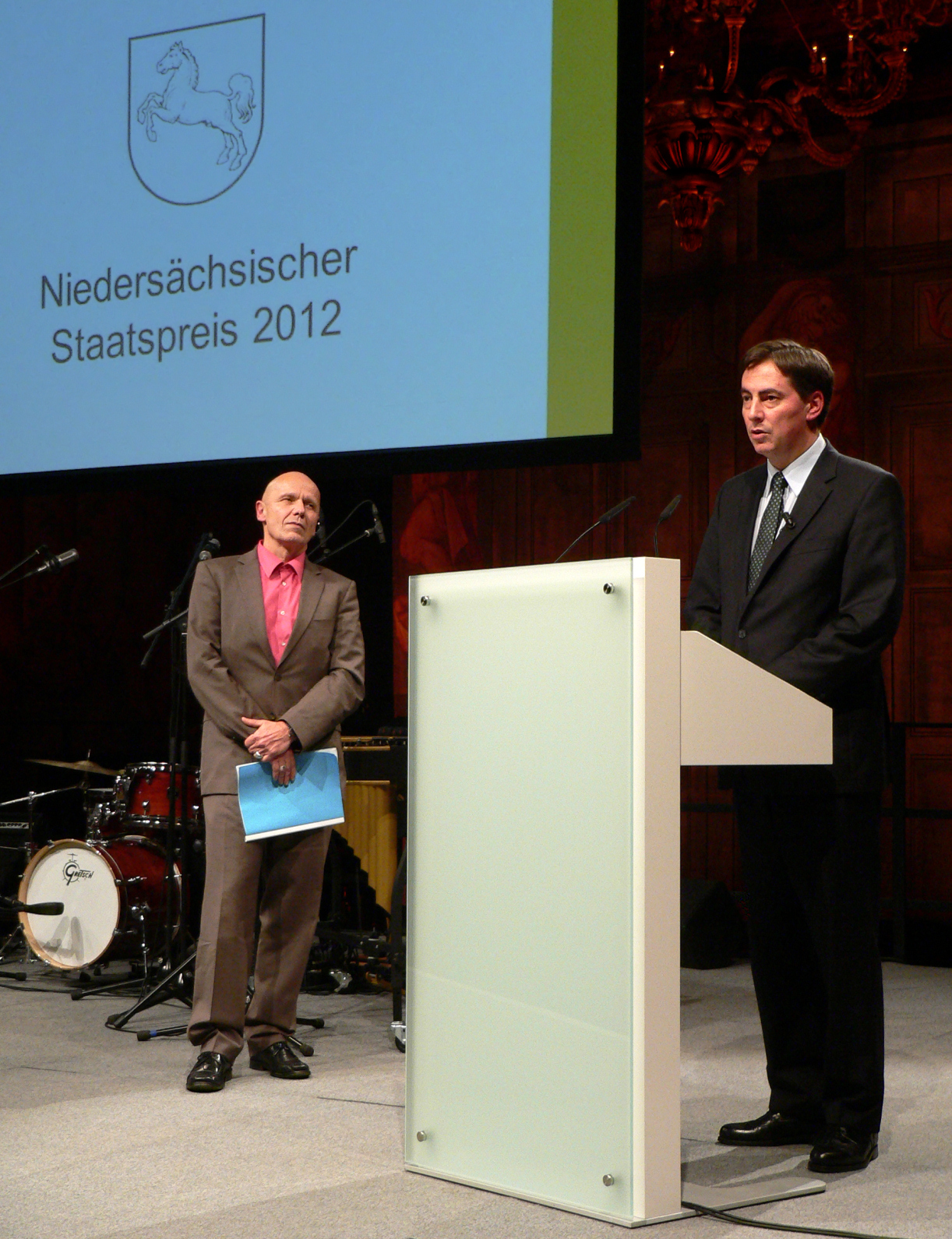
Verleihung des Niedersächsischen Staatspreises 2012 an Georg Klein durch Ministerpräsident David McAllister

Der Niedersächsische Staatspreis ist eine seit 2002 vergebene Auszeichnung des Landes Niedersachsen. Er trug von 1978 bis 1999 die Bezeichnung Niedersachsenpreis. Die Auszeichnung wird vom niedersächsischen Ministerpräsidenten verliehen.

## Beschreibung
Mit dem Preis ausgezeichnet werden Menschen, die sich um die Bereiche Kultur, Frauen, Soziales, Wissenschaft, Umwelt oder Wirtschaft in Niedersachsen verdient gemacht haben. Über die Verleihung entscheidet eine Jury aus zehn Personen, die einen Bezug zu Niedersachsen haben. Sie werden vom Niedersächsischen Ministerpräsidenten berufen. Der Niedersächsische Staatspreis ist der bedeutendste Preis des Landes und mit insgesamt 35.000 Euro dotiert; er kann geteilt werden.
Bis zum Jahr 1999 wurde der damalige "Niedersachsenpreis" in drei Kategorien verliehen: dem Wissenschaftspreis, dem Kulturpreis und dem Publizistikpreis.

## Träger des Niedersachsenpreises
| Jahr | Publizistik             | Kultur                                   | Wissenschaft                         |
| ---- | ----------------------- | ---------------------------------------- | ------------------------------------ |
| 1978 | Walter Kempowski        | Knabenchor Hannover (Ltg.: Heinz Hennig) | Reinhold Tüxen                       |
| 1979 | Fritz Wolf              | Eduard Lohse                             | Georg Schnath                        |
| 1980 | Wolfgang Wagner         | Richard Oelze                            | Manfred Eigen                        |
| 1981 | Westermanns Monatshefte | Dieter Oesterlen                         | Heinz Hundeshagen                    |
| 1982 | Friedrich Bohne         | Helmut Ottenjann                         | Walter Bruch                         |
| 1983 | Walther Killy           | Alfred Koerppen                          | Günther Patzig                       |
| 1984 | Hugo Dittberner         | Emil Cimiotti                            | Fritz Sennheiser                     |
| 1985 | Guntram Vesper          | Karl-Heinz Kämmerling                    | Günter Schmahl                       |
| 1986 | —                       | Harry und Guntram Hillebrand             | Franz Wieacker                       |
| 1986 | —                       | Jürgen Ahrend                            | —                                    |
| 1987 | Franz Schmedt           | Mädchenchor Hannover                     | Rudolf Pichlmayr                     |
| 1988 | —                       | Arne Eggebrecht                          | Madjid Samii, Hellmut Glubrecht      |
| 1989 | —                       | Richard Jakoby                           | Fritz Peter Schäfer, Albrecht Schöne |
| 1990 | —                       | Helen Donath                             | Paul Raabe, Erwin Neher              |
| 1991 | Kurt Morawietz          | Henri Nannen                             | Bernhard Ulrich                      |
| 1992 | Eike Christian Hirsch   | Lajos Rovatkay                           | Manfred R. Schroeder                 |
| 1993 | Ruth Klüger             | Christiane Möbus                         | Andreas Büchting                     |
| 1994 | Petra Muschaweck-Kürten | Thomas Quasthoff                         | Ernst G. Bauer                       |
| 1995 | Tilman Zülch            | Ruth Falazik                             | Jens Frahm                           |
| 1996 | Oskar Negt              | Sabine Meyer                             | Hans-Georg Musmann                   |
| 1997 | Uri Avnery              | Gunter Hampel                            | Wolfgang Junge                       |
| 1998 | Heinz Ludwig Arnold     | Doris Dörrie                             | Ernst Schubert                       |
| 1999 | Gerlind Reinshagen      | Ingo Metzmacher                          | Heinz Haferkamp                      |

Im Jahr 2000 wurde die Auszeichnung nicht vergeben. Ab 2001 wurde die Aufteilung nicht mehr in die Kategorien Publizistik, Kultur und Wissenschaft aufgegeben. Ausgezeichnet wurden der Künstler und Hochschullehrer Timm Ulrichs und der Unternehmer Jürgen Großmann.

## Träger des Niedersächsischen Staatspreises

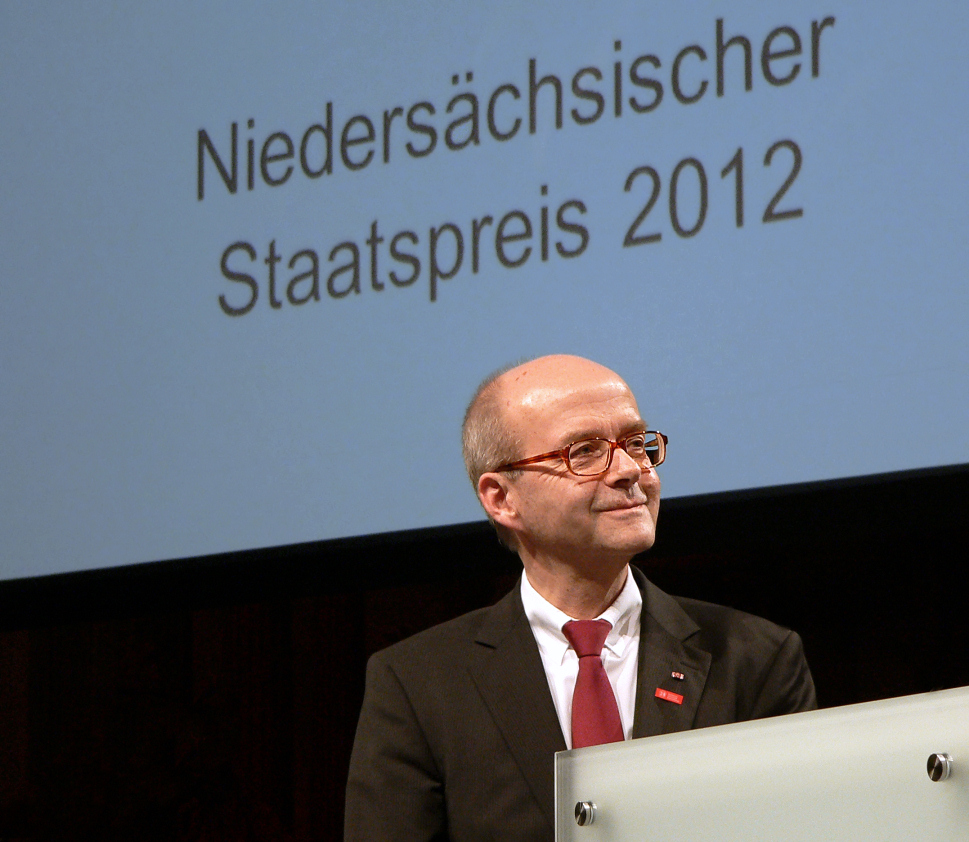
Preisträger Ulrich Reimers 2012

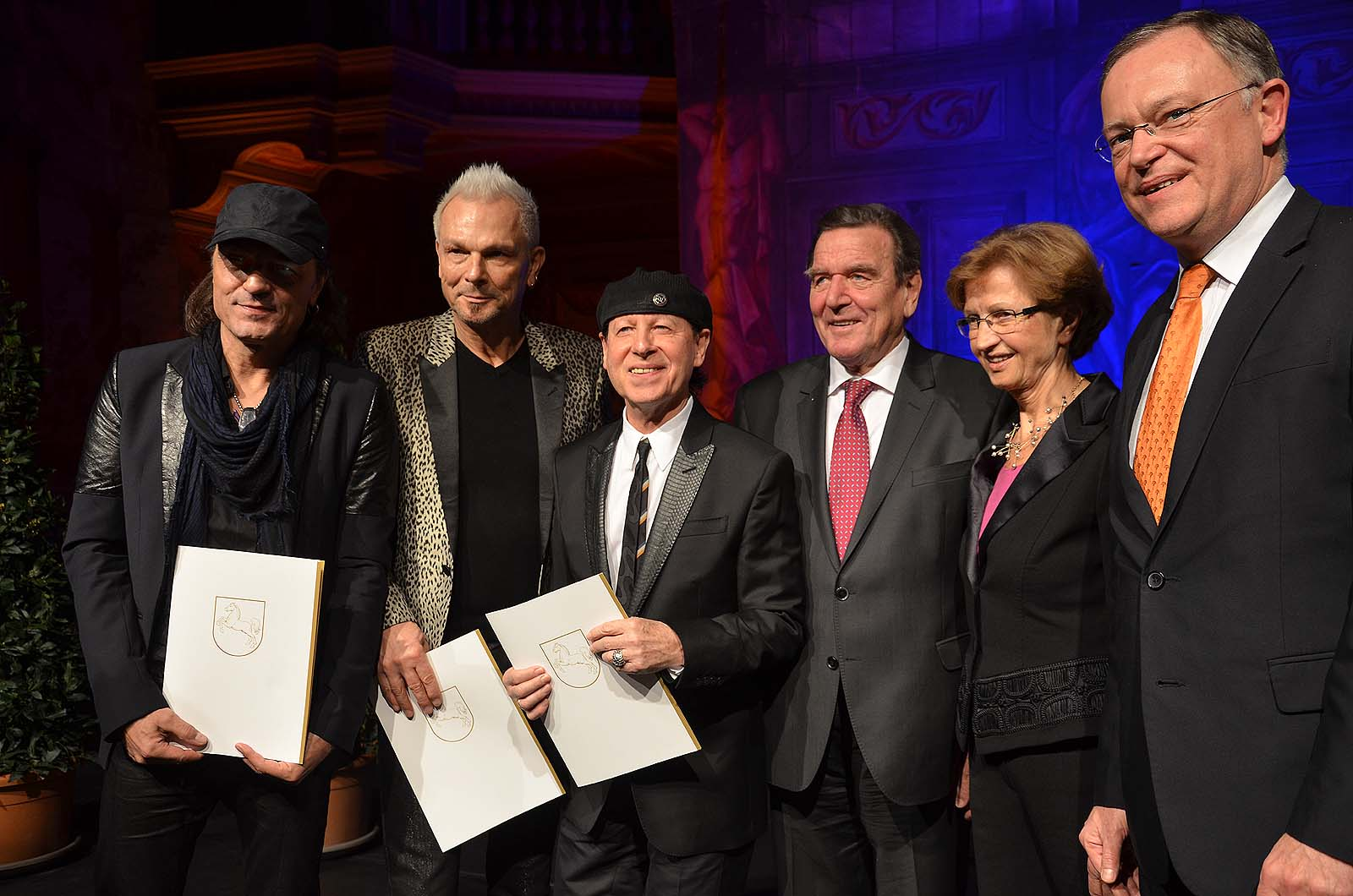
Preisträger 2014: Die Scorpions (1. bis 3. von links) und Gudrun Schröfel (2. von rechts)

- 2002 Axel Haverich (Mediziner und Wissenschaftler)
- 2003 Georg Baselitz (Maler und Bildhauer)
- 2004 Peter Gruss (Biologe, Präsident der Max-Planck-Gesellschaft)
- 2005 Hans Georg Näder (Unternehmer), Christiane Iven (Sängerin)
- 2006 Gerhard Steidl (Verleger), Christian von Bar (Rechtswissenschaftler)
- 2007 Heinz Rudolf Kunze (Musiker und Autor), Eva-Maria Neher (Biochemikerin, Leiterin des Schülerlabors XLAB)
- 2008 Stefan Hell (Physiker, Direktor am Max-Planck-Institut für biophysikalische Chemie in Göttingen)
- 2009 Aloys Wobben (Windenergieunternehmer) und Heinrich Riebesehl (Fotograf)
- 2010 Wilhelm Krull (Generalsekretär der VolkswagenStiftung) und Ulrich Tukur (Schauspieler)
- 2012 Georg Klein (Schriftsteller) und Ulrich Reimers (Wissenschaftler)
- 2014 Gudrun Schröfel (Chorleiterin und Dirigentin) und die Scorpions (Rudolf Schenker, Klaus Meine und Matthias Jabs)
- 2016 Bruce Allen (Physiker), Alessandra Buonanno (Physikerin), Karsten Danzmann (Physiker)
- 2018 Stefan Aust (Journalist), Jan-Dieter Bruns (Unternehmer)
- 2020 Edith Bischof (Unternehmerin), Igor Levit (Pianist)
- 2022 Otto Waalkes (Komiker), Eske Nannen (Mitstifterein)
- 2024 Düzen Tekkal (Journalistin und Menschenrechtsaktivistin), Heinrich Detering (Literaturwissenschaftler)

## Sonstiges
Neben dem Niedersächsischen Staatspreis werden vom Land Niedersachsen im kulturellen Bereich Preise für Literatur (Nicolas-Born-Preis) und Bildende Kunst (Niedersächsischer Kunstpreis) sowie Musik (Praetorius Musikpreis) mit ihren jeweiligen Förderpreisen  vergeben.